# Pokupsko
Pokupsko je općina u središnjoj Hrvatskoj, u Zagrebačkoj županiji.

## Zemljopis
Pokupsko je smješteno na lijevoj obali rijeke Kupe u srednjem Pokuplju na važnom prometno križanju cesta Velika Gorica – Glina i Sisak – Karlovac.

## Stanovništvo
Prema popisu stanovništva 2001. godine općina Pokupsko je imala 2492 stanovnika. Apsolutnu većinu činili su Hrvati s 99,28%.

Prema popisu stanovništva 2011. godine općina Pokupsko je imala 2224 stanovnika. Samo naselje Pokupsko po popisu stanovništva 2011. godine je imalo 235 stanovnika.
| broj stanovnika | 3836  | 4279  | 4095  | 4819  | 5041  | 5167  | 4768  | 5195  | 5059  | 4840  | 4444  | 3694  | 3125  | 2703  | 2492  | 2224  | 1926  |
|                 | 1857. | 1869. | 1880. | 1890. | 1900. | 1910. | 1921. | 1931. | 1948. | 1953. | 1961. | 1971. | 1981. | 1991. | 2001. | 2011. | 2021. |

| broj stanovnika | 433   | 439   | 448   | 527   | 529   | 553   | 504   | 544   | 453   | 492   | 479   | 413   | 338   | 289   | 259   | 235   | 186   |
|                 | 1857. | 1869. | 1880. | 1890. | 1900. | 1910. | 1921. | 1931. | 1948. | 1953. | 1961. | 1971. | 1981. | 1991. | 2001. | 2011. | 2021. |

## Uprava
Upravno područje općine Pokupsko obuhvaća 14 naselja:
- Auguštanovec
- Cerje Pokupsko
- Cvetnić Brdo
- Gladovec Pokupski
- Hotnja
- Lijevi Degoj
- Lijevi Štefanki
- Lukinić Brdo
- Opatija (Pokupsko)
- Pokupsko
- Roženica
- Strezojevo
- Šestak Brdo
- Zgurić Brdo

## Povijest
Pokupsko je centar srednjeg Pokuplja, a povijest mjesta seže u daleku prošlost. Župa Pokupsko prvi se puta spominje oko 1650. godine. U Pokupskom se nalazi župna crkva sv. Ladislava, podignuta u razdoblju od 1736. do 1739. godine. Široka lađa natkrivena je pandantivnom kupolom, a vanjština je naglašeno uzgibana. U trenutku kada je podignuta, crkva je predstavljala novi tip sakralanog zdanja, po uzoru na češku graditeljsku obitelj Dientzenhofer. U unutrašnjosti crkve je vrijedan barokni inventar. Crkva je u domovinskom ratu stradala od granatiranja.

U ranijoj povijesti Pokupsko se bilježi kao središte jednog od posjeda Topuskih (Topličkih) opata, na istoku je graničilo s plemenitim predijem "Šašinec" a na sjeveru s plemenitim predijem "Gornji Hruševec", na jugu je posjed prolazio rijeku Kupu te je sezao do plemenitog preija "Gornji Viduševac" a na zapadu do naselja Dubranec gdje je graničio s plemenitom općinom Turopolje. Nakon pada Toplice (Topuskog), Pokupsko postaje glavno središte ostatka "Velike Cistercitske Opatije Toplica" te se administrativno priključuje Zagrebačkom Kaptolu.

Pokupsko je poznato po svojoj Crkvi opasanoj zidinama koja je bila jedna od glavnih obrambenih utvrda pred Osmanlijama.

U Domovinskom ratu Pokupsko je ponovno bilo prva crta obrane te je doživjelo velika razaranja od strane srpskog okupatora. 

Dana 28. prosinca 2020. godine Pokupsko je pogodilo potres magnitude 5,2 ML.

## Gospodarstvo
Turizam na privlačnoj i čistoj rijeci Kupi, poljodjelstvo i malo zanatstvo osnovne su grane gospodarstva.

## Poznate osobe
Hrvatski pjesnik, svećenik i narodni preporoditelj Pavao Štoos, bio je župnik u Pokupskom.
U Pokupskom je  rođen i pokopan i hrvatski pjesnik Mirko Škrinjarić.

## Spomenici i znamenitosti
- Pokupska Katolička crkva sa svojim zidinama je remek djelo arhitekture "Crkva-Utvrda"
- Rijeka Kupa koja se probija između ogranaka Vukomeričkih gorica sa sjevera i Banijskih gorskih ogranaka s juga u srednjem tijeku čini jedan od najljepših bisera prirode ovoga krajobraza.
- Crkva Uznesenja Blažene Djevice Marije, zaštićeno kulturno dobro

## Obrazovanje
- Osnovna škola Pokupsko

## Kultura
- KUD Pokuplje

## Šport
- Nogometni klub Pokupsko

## Vanjske poveznice
- Službena stranica općine Pokupsko